# Hilgertshausen-Tandern
Hilgertshausen-Tandern est une commune de Bavière (Allemagne), située dans l'arrondissement de Dachau, dans le district de Haute-Bavière.